# Cygnus X-1
Cygnus X-1 (abbreviato in Cyg X-1) è una nota sorgente di raggi X osservabile nella costellazione del Cigno. Scoperta in seguito a una campagna osservativa nel 1964, è una delle sorgenti di raggi X più intense rilevabili dalla Terra, con un picco di densità di flusso pari a 2,3×10−23 Wm−2Hz−1 (2,3×103 Jy). La sorgente è un oggetto compatto, molto probabilmente un buco nero, la cui massa, secondo le stime più recenti, ammonterebbe a 14,8 volte quella del Sole (M⊙).
Cygnus X-1 fa parte di una binaria a raggi X di grande massa formata, oltre che dall'oggetto compatto, da una supergigante blu variabile (catalogata come HDE 226868); la stella e l'oggetto compatto orbitano attorno al baricentro del sistema ogni 5,6 giorni, con una separazione media di 0,2 UA. Il vento emesso dalla stella spiraleggia attorno al buco nero alimentando un disco di accrescimento dalle cui regioni più interne, scaldate a temperature di milioni di kelvin, si origina l'emissione di raggi X osservata. Perpendicolarmente al disco si dipartono due getti relativistici, che espellono nello spazio interstellare una parte della materia che va ad affluire verso il buco nero.
Cygnus X-1 avrebbe un'età di circa 5 milioni di anni e si sarebbe formata a partire da una stella massiccia di 40 M⊙, che avrebbe perso gran parte della propria materia attraverso il vento stellare. Secondo i modelli più accreditati, il nucleo della stella, al termine della fase di fusione del silicio, sarebbe collassato direttamente in un buco nero, senza determinare l'esplosione dell'astro in supernova: infatti, qualora ciò fosse accaduto, la forza rilasciata dall'esplosione avrebbe determinato l'espulsione del residuo compatto e, quindi, la disgregazione del sistema.
Il sistema appartiene con probabilità all'associazione OB Cygnus OB3, un'associazione stellare che dista circa 6 070 anni luce dal sistema solare.
Cygnus X-1 è stata l'oggetto nel 1974 di una scommessa scherzosa tra i fisici Stephen Hawking e Kip Thorne, nella quale Hawking scommise che la sorgente non fosse originata da un buco nero. Il fisico britannico decise però di arrendersi quando, a partire dal 1990, i dati osservativi rinforzarono l'ipotesi dell'esistenza del buco nero, oggi in larga parte confermata.

## Scoperta e osservazione
Osservare l'emissione di raggi X da parte dei corpi celesti permette agli astronomi di studiare i fenomeni che coinvolgono i gas riscaldati a temperature dell'ordine dei milioni di kelvin; tuttavia, dal momento che la radiazione X è bloccata dall'atmosfera terrestre, l'osservazione a queste lunghezze d'onda è possibile soltanto tramite strumenti lanciati a quote alle quali la radiazione X non è ancora assorbita. Cygnus X-1 fu infatti scoperta nel 1964 nell'ambito di una campagna osservativa mirata ad analizzare le sorgenti X e condotta tramite dei contatori Geiger collocati su una serie di razzi lanciati in volo suborbitale. I rilevatori erano impostati per rilevare l'emissione X alle lunghezze d'onda di 0,1-1,5 nm in una porzione di cielo estesa per 8,4°; gli strumenti riuscirono comunque ad analizzare tutto il cielo man mano che i razzi ruotavano sul proprio asse, producendo una mappa di scansioni ravvicinate fra loro.

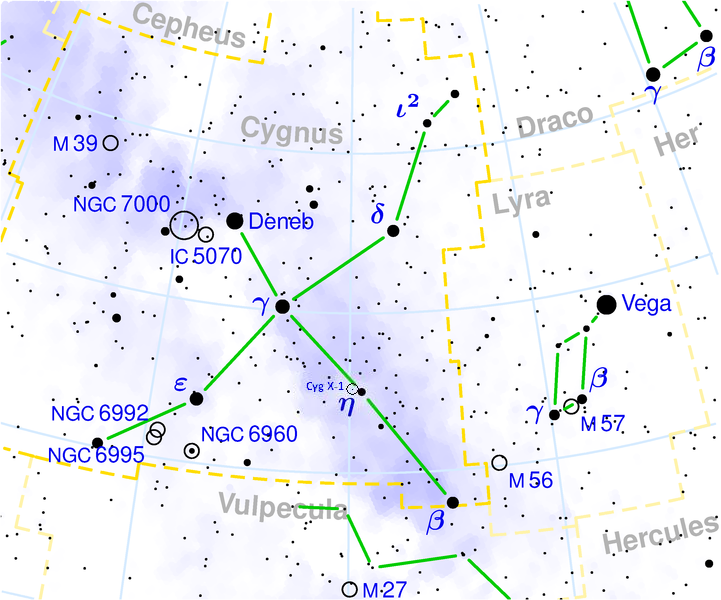
Mappa della costellazione del Cigno che mostra la posizione di Cyg X-1, nei pressi della stella

Attraverso questa indagine furono scoperte otto sorgenti, tra cui Cygnus X-1, che inizialmente fu denominata Cygnus XR-1; quest'ultima è stata individuata alle coordinate 19h53m di ascensione retta e 34,6° di declinazione. La sorgente X non sembrava associata ad alcuna controparte radio o ottica particolarmente brillante che fosse localizzata a tali coordinate.
Vista la necessità di studi sul lungo periodo, Riccardo Giacconi e Herb Gursky proposero nel 1963 di lanciare in orbita un satellite in grado di studiare le sorgenti X. La NASA accolse la proposta lanciando nel 1970 il satellite Uhuru, che individuò altre 300 sorgenti X. Le osservazioni condotte dal satellite permisero di scoprire che Cygnus X-1 possedeva delle fluttuazioni nell'intensità dei raggi X, che si verificano diverse volte al secondo; questa peculiarità fu spiegata assumendo che l'energia venisse generata in una regione di spazio relativamente piccola, stimata in 105 km (equivalente alla distanza percorsa dalla luce in 0,3 secondi).
Nell'aprile-maggio del 1971, Luc Braes e George K. Miley dell'Osservatorio di Leida e, indipendentemente, Robert M. Hjellming e Campbell Wade del National Radio Astronomy Observatory, individuarono delle emissioni nelle onde radio provenienti da Cygnus X-1, notando che coincidevano con una stella di magnitudine 9 denominata AGK2 +35 1910 (catalogata anche come HDE 226868), visibile a circa mezzo grado di distanza da η Cygni, una stella di quarta magnitudine. Si tratta di una stella supergigante la cui temperatura superficiale non era in grado di spiegare, da sola, l'emissione di raggi X di Cygnus X-1; pertanto è stata ipotizzata la presenza di un compagno in grado di riscaldare i gas fino ai milioni di kelvin necessari per produrre l'intensa radiazione X osservata.

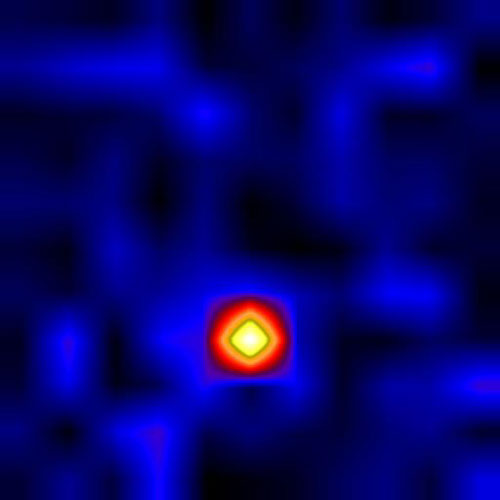
Un'immagine nei raggi X di Cygnus X-1 ripresa dall'High Energy Replicated Optics (HERO) della NASA, un telescopio montato su un pallone sonda

L'effettiva scoperta di quest'oggetto ipotetico fu annunciata nel 1971 da Louise Webster e Paul Murdin del Royal Greenwich Observatory, e, indipendentemente, da Charles Thomas Bolton del David Dunlap Observatory dell'Università di Toronto, i quali misurarono l'effetto Doppler dello spettro di HDE 226868. Sulla base dell'elevato valore della massa dedotto per il compagno, gli astronomi ipotizzarono che potesse trattarsi di un buco nero, dal momento che la stella di neutroni più massiccia teoricamente possibile non può superare una massa pari a tre volte quella del Sole.
Le osservazioni successive hanno rinforzato quest'ipotesi, tant'è che già dalla fine del 1973 la comunità astronomica ritiene elevata la probabilità che Cygnus X-1 sia un buco nero. Misure più precise hanno inoltre mostrato delle variazioni nell'emissione X che si estrinsecano nell'arco di un millisecondo, accompagnate da improvvisi flash della durata di circa 0,3 secondi, imputate alle turbolenze caratteristiche dei dischi di accrescimento che circondano i buchi neri.
Cygnus X-1 è stata poi ampiamente studiata tramite strumenti sia da terra sia nello spazio, che hanno mostrato delle somiglianze tra l'emissione delle binarie a raggi X e quella delle galassie attive, suggerendo un comune meccanismo di liberazione dell'energia che coinvolge un buco nero, un disco di accrescimento e i getti relativistici associati. Per tali motivi lo studio delle binarie a raggi X può permettere una maggiore comprensione dei fenomeni che caratterizzano le galassie attive. Inoltre, per via dell'emissione radio, Cygnus X-1 è annoverata tra i microquasar, oggetti simili ai quasar ma di dimensioni notevolmente inferiori.

## Moti spaziali e ambiente galattico
Distante dal sistema solare 1 860 ± 120 pc (~6 070 a.l.), il sistema HDE 226868/Cygnus X-1 possiede un moto spaziale simile a quello dell'associazione OB denominata Cygnus OB3, il che indicherebbe che il sistema e l'associazione si sarebbero formati nello stesso luogo e pressappoco nello stesso periodo, circa 5 ± 1,5 milioni di anni or sono. Il moto del sistema rispetto a Cygnus OB3 è pari a 9 ± 3 km/s, un valore tipico indicativo dei moti casuali che avvengono all'interno delle associazioni stellari. HDE 226868 dista circa 60 parsec dal centro dell'associazione.

I dintorni di Cygnus X-1, la stella inferiore della debole coppia al centro dell'immagine; ben visibile sulla sinistra la nebulosa Tulipano. La stella brillante sulla destra è.

La regione galattica in cui si trovano Cygnus X-1 e l'associazione Cygnus OB3 è una delle più studiate del cielo, a causa della presenza lungo la sua linea di vista di un esteso sistema di nubi molecolari giganti in cui hanno luogo importanti processi di formazione stellare, probabilmente fra i più attivi di tutta la galassia. Alla regione di Cygnus X appartengono diversi oggetti notevoli, come l'estesa nebulosa IC 1318 e un gran numero di associazioni OB, fra le quali spicca Cygnus OB2, una delle più massicce conosciute e famosa per ospitare la stella supermassiccia Cygnus OB2-12. Cygnus OB3 si trova tuttavia a una distanza leggermente superiore rispetto alla maggior parte dei complessi molecolari del Cigno, così da trovarsi sul tratto iniziale del Braccio di Orione, appena dopo la sua diramazione dal Braccio del Sagittario.
Con una distanza stimata mediamente attorno ai 2 000 parsec, Cygnus OB3 si accompagna ad altre due associazioni OB: una, situata a una distanza angolare minore e probabilmente fisicamente più vicina a essa, è Cygnus OB8, mentre nella direzione opposta si trova il complesso di Vulpecula OB1, circondato dalla regione H II Sh2-86 e da una superbolla in espansione. Secondo alcuni studi, l'origine del Braccio di Orione andrebbe ricercata proprio nei pressi di Vulpecula OB1, in particolare in corrispondenza della sorgente di radiazione infrarossa IRAS 19410+2336. Contrapposta a questa teoria vi è quella secondo cui il punto di origine del Braccio di Orione sia da ricercarsi a una distanza maggiore, fino a 5 500 parsec, dove si trova il sistema nebuloso di W51, indicato come possibile punto di biforcazione in base a studi sulla parallasse.
A circa 2 700 parsec, dunque a una distanza forse un po' superiore rispetto a Cygnus OB3, si troverebbe la Nebulosa Tulipano (Sh2-101), che dalla prospettiva terrestre è visibile proprio in prossimità di Cygnus X-1; si tratta di una grande nebulosa ionizzata probabilmente dalla radiazione della gigante blu HD 227018 e ospitante alcuni fenomeni di formazione stellare, data la presenza al suo interno di quattro sorgenti infrarosse identificate dall'IRAS.
In corrispondenza di Cygnus OB3, ma a una latitudine galattica più elevata, si trova infine l'ammasso aperto NGC 6819, uno dei più antichi conosciuti, con un'età stimata attorno ai 2,5 miliardi di anni. Si tratta di un ammasso molto concentrato, sopravvissuto alla progressiva disgregazione cui va incontro la quasi totalità degli ammassi aperti nel giro di qualche centinaio di milioni di anni; al suo interno sono state osservate delle blue stragglers, oggetti di frequente riscontro in ambienti a elevata densità stellare.

## Il sistema

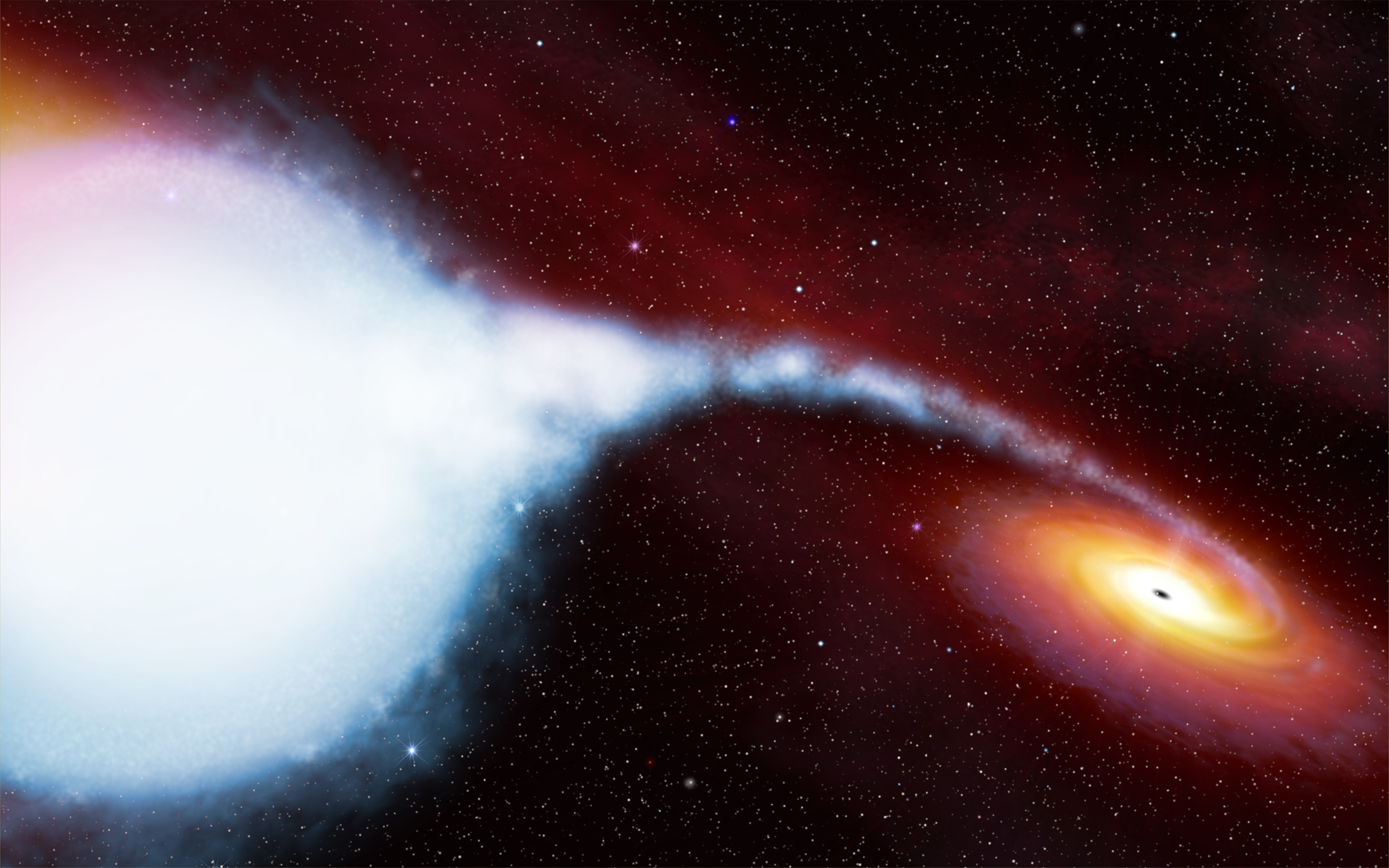
Una rappresentazione artistica del sistema. ESA/Hubble

HDE 226868 e Cygnus X-1 formano un sistema binario le cui componenti orbitano attorno al comune centro di massa ogni 5,599829 ± 0,000016 giorni. Dal momento che le componenti non vanno incontro a reciproche eclissi, si deduce che il piano orbitale non sia parallelo alla linea di vista terrestre; tuttavia, l'esatto valore dell'inclinazione orbitale è incerto, con stime che variano tra 27° e 65°. Uno studio del 2007 riporta un valore stimato di 48,0 ± 6,8°, da cui è stato derivato un semiasse maggiore di circa 0,2 unità astronomiche (UA), approssimativamente il doppio del raggio della supergigante. Il valore dell'eccentricità orbitale è stimato in 0,0018 ± 0,002, che corrisponde a un'orbita quasi perfettamente circolare.

### L'oggetto compatto
Vi sono incertezze riguardo alla massa dell'oggetto compatto. Le stime, stando ai modelli sull'evoluzione stellare, sono comprese entro un intervallo piuttosto ampio, che va da 10 a 25 masse solari (M⊙); le misurazioni delle periodicità nell'emissione X hanno comunque permesso di ottenere un valore più preciso, pari a 14,8 ± 1 M⊙. In ogni caso, un valore così grande induce a ritenere che possa trattarsi di un buco nero, una regione di spazio nella quale il campo gravitazionale è così intenso da intrappolare la radiazione elettromagnetica. Il confine di questa regione è detto orizzonte degli eventi e possiede un raggio, il raggio di Schwarzschild, pari a 26 km.
Le prime evidenze dell'orizzonte degli eventi risalgono alle osservazioni nell'ultravioletto condotte nel 1992 tramite l'High Speed Photometer del telescopio spaziale Hubble, quando furono osservati dei caratteristici lampi di radiazione emessi dalla materia in precipitazione verso il buco nero. Infatti, mentre spiraleggia verso il buco nero, la materia emette radiazione elettromagnetica in una serie di impulsi, i quali subiscono un redshift gravitazionale quando si allontanano dall'oggetto compatto; nel momento in cui la materia oltrepassa l'orizzonte degli eventi questo non si verifica più. L'osservazione di due fenomeni di questo genere costituisce un importante indizio che Cygnus X-1 sia un buco nero.

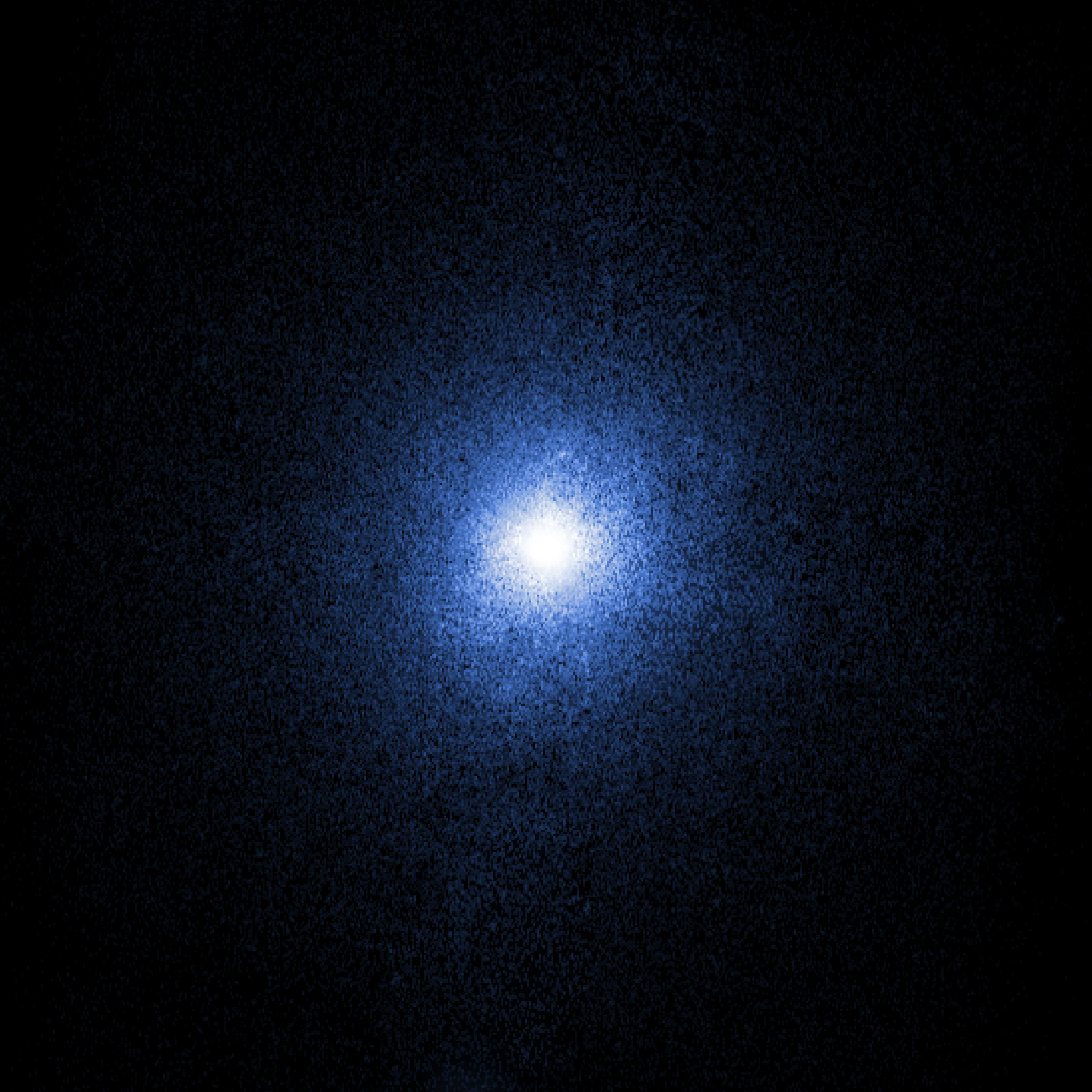
Un'immagine di Cygnus X-1 ripresa da Chandra

Sebbene le analisi dei dati ottenuti dal Chandra X-ray Observatory nei primi anni duemila suggerissero che il buco nero di Cygnus X-1 non ruotasse in maniera significativa sul proprio asse, i dati resi noti nel 2011 hanno invece indicato che l'oggetto ruoti molto rapidamente, all'incirca 790 volte al secondo.

#### Formazione
La stella più massiccia individuata nell'associazione Cygnus OB3 possiede una massa 40 volte quella del Sole; dal momento che le stelle più massicce evolvono molto più rapidamente rispetto ad astri di massa inferiore, è lecito ritenere che la stella progenitrice di Cygnus X-1 avesse più di 40 M⊙. A partire dalla massa attualmente stimata per il buco nero, si ritiene che la stella progenitrice abbia perso oltre 30 M⊙ della sua massa originaria, in parte trasferendola a HDE 226868, il resto disperdendola attraverso un forte vento stellare. Una prova dell'avvenuto trasferimento di massa è data dalle elevate percentuali di elio riscontrate nell'atmosfera esterna di HDE 226868. È probabile inoltre che la stella progenitrice si sia evoluta in una stella di Wolf-Rayet, una tipologia stellare caratterizzata da elevati tassi di perdita di massa.
Dopo la fase di Wolf-Rayet, si ritiene che la stella sia collassata direttamente in un buco nero senza passare per l'esplosione in supernova, o, al massimo, determinando un'esplosione molto modesta. Questo è stato dedotto dal fatto che l'oggetto compatto è ancora legato alla stella compagna: infatti, come confermano le osservazioni di oggetti simili, l'esplosione avrebbe determinato l'espulsione del residuo compatto e la conseguente disgregazione del sistema.

#### Emissione di raggi X dal disco di accrescimento
Attorno all'oggetto compatto orbita un sottile disco di accrescimento, la cui materia è intensamente riscaldata dall'attrito che si sviluppa tra il gas ionizzato in rapido movimento delle regioni centrali e quello più lento delle regioni periferiche. Pertanto è possibile suddividere il disco in due parti: una regione interna, contenente gas altamente ionizzato e plasma, e una regione esterna costituita da gas meno ionizzato che si estende per circa 500 volte il raggio di Schwarzschild del buco nero, circa 15 000 km.
Nonostante le elevate irregolarità e variabilità, Cygnus X-1 è ritenuta la sorgente costante di raggi X duri (con un'energia che va da 30 ad alcune centinaia di keV) più brillante del cielo. I raggi X si originano come radiazione di frenamento (bremsstrahlung) termica prodotta dagli elettroni accelerati all'interno del gas, che si trova a temperature di diversi milioni di kelvin. La radiazione è emessa dalle regioni interne del disco inizialmente come fotoni a più bassa energia, i quali acquistano energia sia interagendo con gli elettroni accelerati a velocità relativistiche (effetto Compton inverso) contenuti all'interno di una corona quasi trasparente che circonda e avvolge il disco, sia in seguito a un'ulteriore riflessione dalla superficie del disco. Un'ipotesi alternativa suggerisce che i raggi X siano soggetti all'effetto Compton alla base dei getti relativistici anziché nella corona del disco.

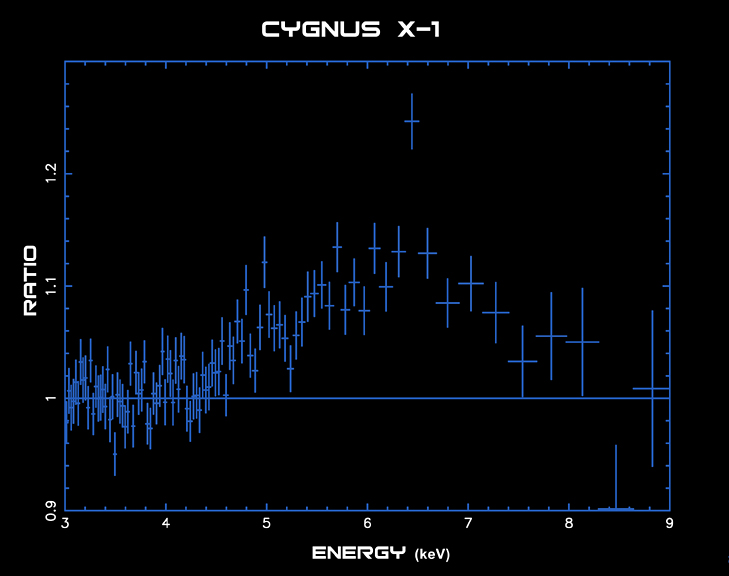
Lo spettro dei raggi X di Cygnus X-1 elaborato dal Chandra che mostra un caratteristico picco a 6,4 keV causato dal ferro ionizzato presente nel disco. Il picco è tuttavia spostato verso il rosso dalla gravità, stirato dall'effetto Doppler e sbilanciato verso energie inferiori.

L'emissione X varia secondo un pattern in un certo modo ripetitivo denominato oscillazioni quasi periodiche (QPO, acronimo dell'inglese quasi-periodic oscillations). Sembra che sia la massa dell'oggetto compatto a determinare la distanza alla quale il plasma circostante inizia a emettere radiazione con simili oscillazioni, con una proporzionalità diretta tra la distanza e la massa: infatti, al decrescere della massa corrisponde una diminuzione della distanza. Questo fenomeno è stato sfruttato per stimare la massa di Cygnus X-1, fornendo inoltre un controllo incrociato con altre stime di tale parametro.
Non sono state riscontrate delle pulsazioni con un periodo stabile, tipiche invece delle stelle di neutroni, dal cui campo magnetico sono originate. Infatti, per il teorema dell'essenzialità, i buchi neri non possiedono poli magnetici; un caso emblematico è a tal proposito la binaria a raggi X V 0332+53, ritenuta ospitare un possibile buco nero finché non furono scoperte queste pulsazioni stabili. Cygnus X-1 non ha inoltre mai mostrato delle esplosioni di raggi X simili a quelle osservate nelle stelle di neutroni; la sorgente anzi varia in maniera imprevedibile tra due stati di emissione. Nello stato più frequente si ha l'emissione di raggi X duri, a più alta energia, mentre nello stato meno comune e più variabile si ha l'emissione di raggi X molli, meno energetici dei raggi X duri. Si ritiene che il primo stato, quello dei raggi X duri, si origini in una corona che circonda la regione interna del disco di accrescimento, mentre il secondo stato si verificherebbe quando la materia del disco si avvicina all'oggetto compatto (possibilmente più vicino di 150 km), andando incontro a un raffreddamento o all'espulsione della corona. Nel momento in cui si genera una nuova corona, Cygnus X-1 opera una nuova transizione verso l'emissione di raggi X duri.
Il flusso di radiazione X varia periodicamente ogni 5,6 giorni, specialmente durante la congiunzione superiore, la fase dell'orbita in cui i due oggetti orbitanti appaiono più vicini e l'oggetto compatto si presenta più distante lungo la linea di vista; questo indica che le emissioni sono in parte bloccate da materia circumstellare, che potrebbe essere il vento prodotto da HDE 226868. Vi è inoltre un'altra periodicità pari a 300 giorni, imputata al moto di precessione del disco.

#### Getti relativistici

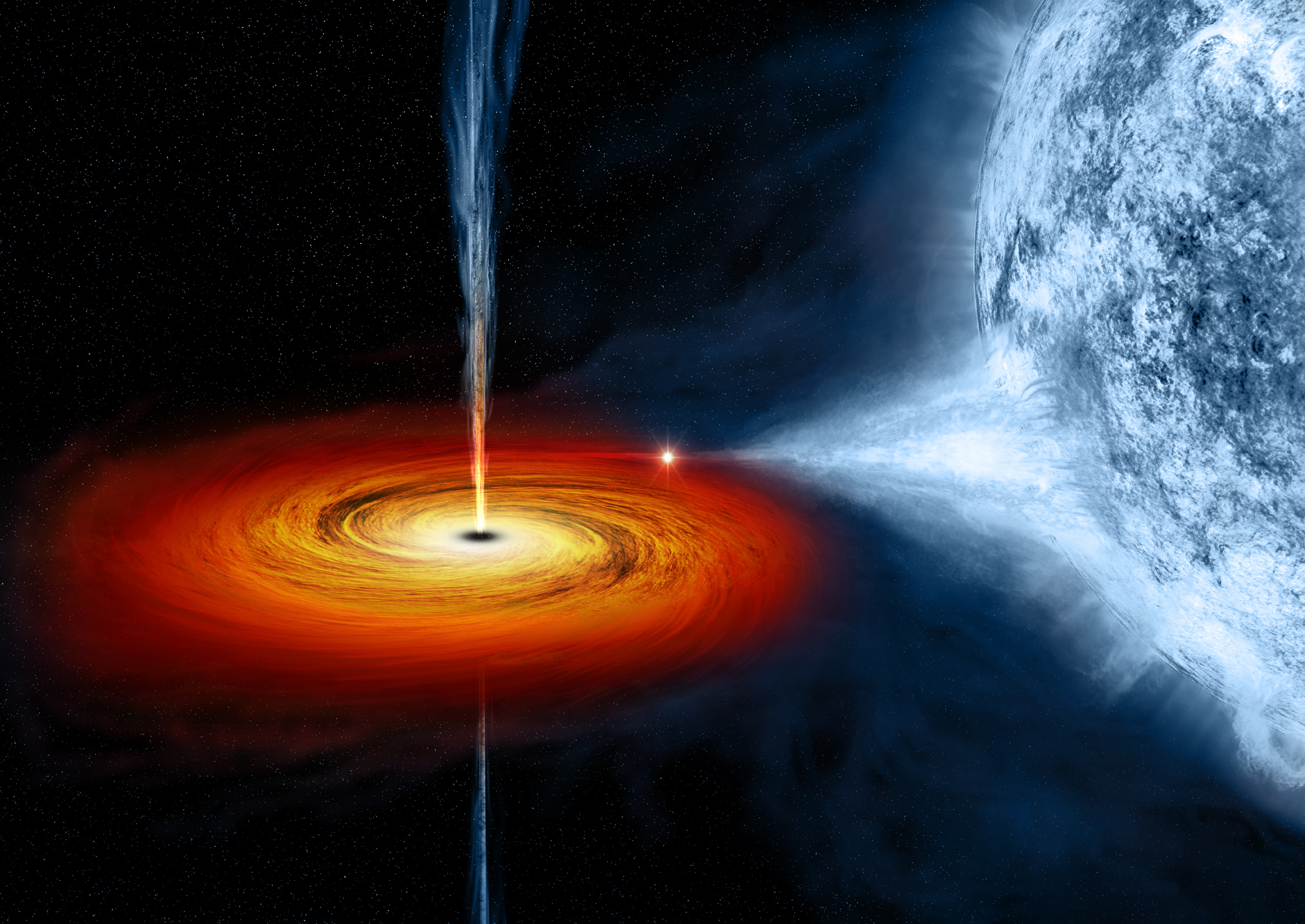
Una rappresentazione artistica del sistema; si notino i getti relativistici che si dipartono dal buco nero

Man mano che spiraleggia verso l'oggetto compatto, la materia perde energia potenziale gravitazionale, una parte della quale viene dissipata attraverso dei getti relativistici, flussi di materia accelerata a velocità relativistiche (ovvero a frazioni significative della velocità della luce) disposti perpendicolarmente al disco. I getti consentono al disco di disperdere l'eccesso sia di energia gravitazionale sia di momento angolare e potrebbero essere vincolati dal campo magnetico generato dai gas che circondano l'oggetto compatto.
I getti possiedono una potenza media di 9 ± 5×1029 W, oltre mille volte la potenza emessa dal Sole; nonostante ciò, i getti di Cygnus X-1 sono considerati dei "radiatori inefficienti", dal momento che emettono nello spettro elettromagnetico soltanto una piccola parte della loro energia, apparendo di conseguenza "scuri". L'inclinazione stimata dei getti rispetto alla linea di vista è di 30° e si suppone siano soggetti al moto di precessione. Uno dei getti collide con una regione relativamente densa del mezzo interstellare, formando un anello energetico osservabile nelle onde radio e nel visibile, nel quale appare come una tenue nebulosità. Nessuna struttura analoga è stata osservata nella direzione opposta, dal momento che la densità del mezzo interstellare di quella regione è inferiore.
Nel 2006 Cygnus X-1 è diventato il primo buco nero del quale è stata individuata l'emissione anche nella banda più energetica (circa 100 GeV) dei raggi γ. L'emissione è stata osservata in corrispondenza di un flash di raggi X duri, suggerendo un legame tra i due eventi: infatti, il flash di raggi X potrebbe esser stato prodotto alla base del getto, mentre i raggi γ si originerebbero nel punto in cui il getto interagisce col vento di HDE 226868.

### La supergigante blu: HDE226868
La componente stellare della binaria a raggi X è HDE 226868, una supergigante blu di classe spettrale O9,7 Iab, proprio al limite tra la classe O e la classe B. Possiede una temperatura superficiale stimata di 31 000 K, una massa stimata tra 20 e 40 M⊙, un raggio equivalente a 15-17 R⊙ e una luminosità circa 300 000–400 000 volte quella del Sole.
La superficie della stella è sottoposta a una distorsione mareale prodotta dalla gravità dell'oggetto compagno, che le conferisce un aspetto a goccia ulteriormente deformato dalla rotazione della stella. Questa deformazione fa sì che la luminosità ottica della stella vari di 0,06 magnitudini ogni 5,6 giorni, che corrispondono al periodo dell'orbita, con la magnitudine minima raggiunta quando il sistema si presenta allineato alla linea di vista. Il pattern ellissoidale della variazione luminosa deriva dall'oscuramento al bordo e dall'oscuramento gravitazionale della superficie stellare.
Confrontando lo spettro di HDE 226868 con quello di una stella simile, come Alnilam (ε Orionis), si nota una particolare abbondanza di elio e una carenza di carbonio nell'atmosfera. Inoltre, le linee spettrali della stella nell'ultravioletto e nella banda H-α mostrano dei profili analoghi a quelli dello spettro di P Cygni, il che indica che la stella è circondata da un involucro gassoso, che si allontana dalla stella alla velocità di circa 1 500 km/s.
Si ritiene che HDE 226868, similmente ad altre stelle del medesimo tipo spettrale, perda una parte considerevole della propria massa attraverso il vento stellare, a un tasso stimato di 2,5 ×10−6 M⊙ all'anno, equivalente a una massa solare di materia persa ogni 400 000 anni. L'influenza gravitazionale dell'oggetto compatto sembra modellare in maniera importante la geometria del vento stellare, producendo una struttura focalizzata piuttosto che una geometria sferica; inoltre, i raggi X emessi dalla regione circostante l'oggetto compatto riscaldano e ionizzano il vento stellare. Man mano che l'oggetto si sposta durante la sua orbita attraverso diverse regioni del vento stellare, variano sia l'emissione UV e radio, sia la stessa emissione X.
Il lobo di Roche di una stella definisce la regione di spazio attorno alla stella nella quale il materiale orbitante rimane gravitazionalmente legato a essa; la materia che passa oltre questo limite ricade verso il compagno. Si ritiene che, nel caso di HDE 226868, la superficie sia prossima al lobo di Roche ma non lo superi, motivo per il quale essa non viene strappata via dall'oggetto compatto; tuttavia quest'ultimo riesce a catturare gran parte del vento stellare, quando questo supera il lobo di Roche.
I gas e le polveri interstellari che si interpongono tra il Sole e HDE 226868 ne determinano una riduzione nella magnitudine apparente e un arrossamento del colore (le lunghezze d'onda prossime al rosso riescono a penetrare meglio le polveri del mezzo interstellare). Il valore stimato dell'estinzione operata dal mezzo interstellare (AV) è pari a 3,3 magnitudini; di conseguenza se non vi fossero le polveri la stella apparirebbe di quinta magnitudine, risultando visibile anche a occhio nudo in un cielo perfettamente buio.

## La scommessa tra Stephen Hawking e Kip Thorne
Nel 1975 Cygnus X-1 è stata l'oggetto di una scommessa tra due famosi fisici, Stephen Hawking e Kip Thorne, nella quale Hawking puntò sulla non esistenza dei buchi neri. Nel suo libro del 1988 Dal big bang ai buchi neri. Breve storia del tempo (A Brief History of Time) Hawking descrive tale scommessa come una sorta di "polizza assicurativa":
(Hawking, p. 105)
Successivamente, come riportato nell'edizione celebrativa del decimo anniversario della pubblicazione di Breve storia del tempo, Hawking si arrese ("per l'oltraggio dell'emancipata moglie di Kip") in seguito alle scoperte che rendevano ormai certa la presenza del buco nero in Cygnus X-1. Nel suo libro Black Holes and Time Warps, Thorne riportò la reazione di Hawking: mentre Thorne si trovava in Russia, Hawking irruppe nel suo ufficio, trovò la scommessa incorniciata e la firmò.

## Curiosità
Cygnus X-1 Book I: The Voyage e Cygnus X-1 Book II: Hemispheres sono due brani composti dal gruppo progressive rock canadese Rush, che compaiono rispettivamente negli album A Farewell to Kings e Hemispheres.